# La costante
La costante (Constans) è un film del 1980 diretto da Krzysztof Zanussi, vincitore del Premio della giuria al 33º Festival di Cannes.